# Bahnhof Ostbevern
Der Bahnhof Ostbevern ist ein Bahnhof an der Bahnstrecke Wanne-Eickel–Hamburg im Streckenabschnitt Münster–Osnabrück bei Kilometer 85,1 im Kreis Warendorf in Nordrhein-Westfalen.

## Lage und Nutzung
Der Bahnhof gehört zur Preisklasse 6 und wird von der Eurobahn mit Zügen der Regionalbahn-Linie 66 bedient. 
Ca. 2,5 km nordwestlich des Bahnhofs liegt die Ortschaft Brock, ca. 5 km südöstlich der Ort Ostbevern.

## Geschichte
Am 1. September 1871 wurde der Streckenabschnitt Münster–Osnabrück der Bahnstrecke Wanne-Eickel–Hamburg eröffnet. Der Bahnhof wurde am 1. Mai 1897 zunächst als Eisenbahnhaltepunkt Brock-Ostbevern bei der „Wärterbude 62“ für den Personenverkehr in Betrieb genommen. Die Kosten musste die Gemeinde Ostbevern allein tragen, da die Gemeinde Westbevern, in der die Bauerschaft Brock lag, kein Interesse an der Station hatte.
Der Güterverkehr wurde 1906 mit einer Güterverladestelle aufgenommen. Diesmal hatte sich auch die Gemeinde Westbevern an den Kosten beteiligt. Vor allem diente er Viehtransporten. 1906–1908 wurde die Chausseestraße nach Ostbevern, die L 830, gebaut. Die ursprünglich geplanten 69.000 Mark beliefen sich schließlich auf 117.030 Mark. Die Straße erhielt eine 3,8 m breite gepflasterte Decke.
Mit der Elektrifizierung des Streckenabschnittes von Münster nach Osnabrück wurde die Fahrleitung im Bahnhof am 12. September 1966 in Betrieb genommen.
Im Jahre 1990 wurde der regelmäßige Güterverkehr in Ostbevern eingestellt. Im Dezember 2004 wurde der Bahnhof in Ostbevern umbenannt. Zwischen 1906 und 1908 wurde eine Chaussee vom Kirchdorf Ostbevern zum Bahnhof Brock-Ostbevern gebaut.

## Infrastruktur

### Hochbauten
Das ehemalige Empfangsgebäude wurde Ende der 1990er Jahre von der Gemeinde Ostbevern gekauft und wird heute privat genutzt. Der Bahnhof ist barrierefrei zugänglich.

### Gleisanlagen
Ostbevern verfügt über zwei Bahnsteiggleise. Beiderseits der durchgehenden Hauptgleise befindet sich je ein Überholgleis ohne Bahnsteig, die bei Bedarf genutzt werden.

### Signaltechnik
Das Stellwerk Of ist ein Drucktastenstellwerk der Bauart DrS2, das heute von Lengerich aus ferngesteuert wird. Es ist in einem Anbau an der Gleisseite des Empfangsgebäudes untergebracht und wurde im Jahr 1968 in Betrieb genommen.

## Verkehrsangebot
Die Eurobahn fährt Ostbevern mit Triebwagen vom Typ Stadler Flirt mindestens im Stundentakt an. Hinzu kommt der Rhein-Haard-Express von DB Regio nach Düsseldorf.
| Linie | Verlauf | Takt   |
| ----- | --- | ------ |
| RE 2  | Rhein-Haard-Express: Osnabrück Hbf – Hasbergen – Natrup-Hagen (zweistdl.) – Lengerich (Westf) – Kattenvenne (zweistdl.) – Ostbevern – Westbevern – Münster (Westf) Hbf – (Münster-Albachten – Senden-Bösensell – Nottuln-Appelhülsen – Buldern –)* Dülmen – (Sythen –)* Haltern am See – (Marl-Sinsen –)* Recklinghausen Hbf – (Recklinghausen Süd –)* Wanne-Eickel Hbf – Gelsenkirchen Hbf – Essen Hbf – Mülheim (Ruhr) Hbf – Duisburg Hbf – Düsseldorf Flughafen – Düsseldorf Hbf * Halt nur einzelner Züge im Nachtverkehr Stand: Fahrplanwechsel Dezember 2023 | 60 min |
| RB 66 | Teuto-Bahn: Osnabrück Hbf – Hasbergen – Natrup-Hagen – Lengerich (Westf) – Kattenvenne – Ostbevern – Westbevern – Münster (Westf) Hbf Stand: Fahrplanwechsel Dezember 2021 | 60 min |

Die Fahrzeit bis Münster Hbf beträgt etwa 12 Minuten; nach Osnabrück Hbf sind es 23 Minuten. Dort ist der Übergang zum Fernverkehrsangebot möglich. Am Bahnhofsvorplatz verkehren Busse des Regionalverkehr Münsterland (Linie 418).

## Belege
1. ↑  Franz Meyer: Geschichte der Gemeinde Ostbevern, Ostbevern 2000, ISBN 3 00 006943 7, S. 135.
2. 1 2 3  Heimatverein Ostbevern (Memento vom 15. Januar 2021 im Internet Archive), abgerufen am 29. April 2012.
3. 1 2  Bahnhof unter der Lupe, Allgemeine Zeitung, Lokalausgabe Warendorf, 24. März 2010.
4. ↑  Franz Meyer: Geschichte der Gemeinde Ostbevern, Ostbevern 2000, ISBN 3 00 006943 7, S. 135.
5. ↑  Strecke 2200 im NRW-Bahnarchiv, abgerufen am 29. April 2012.
6. 1 2  Betriebsstelle EBRO im NRW-Bahnarchiv, abgerufen am 28. April 2012.
7. ↑  Bilder des Empfangsgebäudes im Bahnarchiv, abgerufen am 28. April 2012
8. ↑  Gleisplan Ostbevern (Seite dauerhaft nicht mehr abrufbar, festgestellt im November 2024. Suche in Webarchiven), abgerufen am 29. April 2012
9. ↑  Liste Deutscher Stellwerke. In: stellwerke.de. Abgerufen am 4. Mai 2012.